# Sanpo Toku
Sanpo Toku (徳三宝?) (12 de diciembre de 1887 - 10 de marzo de 1945) fue un judoca japonés. Tenía el rango de noveno dan en el Kodokan Judo y era un instructor de judo en la Dai Nippon Butoku Kai.

## Biografía
Nació en Tokunoshima, Prefectura de Kagoshima, Japón. Después de asistir a la Escuela Primaria Kamezu, ingresó a la Escuela Secundaria de Kagoshima No. 2 (que ahora es la Escuela Secundaria Koshin de la Prefectura de Kagoshima). Se dedicó al kendo y al judo, ganando reconocimiento al ganar el torneo de judo de secundaria de Kyushu. Siguiendo el consejo de su mentor, Sadamu Kamura (quien más tarde se convirtió en décimo dan), se mudó a Tokio y se inscribió en el Departamento de Educación Física de la Escuela Normal Superior de Tokio en 1906. Ese mismo año, se unió al Kodokan.
Entrenando intensamente, realizando más de 100 prácticas al día, se convirtió en uno de los judocas más fuertes del Kodokan en ese momento. Debido a su fuerza y postura sólida durante el entrenamiento, fue apodado "Ichimon Sugi" ("El Cedro Solitario"). Además, se acuñó la expresión "Knee Drop Ippon" (que significa que solo tener la rodilla de Tokugoro en el suelo ya valía como un ippon estándar). Se dice que Tokugoro declaró: "El judo es para tirar al oponente, no importa cuán hábil sea en las caídas". Se sabe que rara vez practicaba caídas. Durante este período, ganó reconocimiento en todo el país con sus enfrentamientos con judocas como Mifune Kyuzo y Tabata Noritaro (ambos se convirtieron más tarde en décimos dan). También era conocido como un "matón" del Kodokan y desafió al karateka Funakoshi Gichin, quien estaba en Tokio en ese momento.
En 1912, Tokugoro derrotó a 15 marineros de la flota brasileña que había desafiado al Kodokan. Sin embargo, esto provocó un problema político y fue expulsado del Kodokan. Las razones detrás de su expulsión son variadas, incluida la envidia de otros por su fuerza y rápidos ascensos, la incapacidad del director Jigoro Kano para protegerlo de las críticas, y su derrota ante Kuni'ichi Yano, un practicante de Kajima Shinto-ryu. Además, se cree que quedó impresionado por la habilidad de Yano y se convirtió en su discípulo.
Se le permitió regresar al Kodokan en 1917, después de seis años de expulsión. Después de su regreso, se convirtió en instructor de judo y enseñó a judocas jóvenes como Hayashi Gansan y Ushijima Tatsukuma. A pesar de tener más de 40 años, compitió en el Campeonato de Judocas de Todo Japón. Aunque perdió en la primera ronda ante Tora Uto (sexto dan) en el primer torneo en 1930, logró llegar a la tercera posición en el tercer torneo en 1932. Durante las eliminatorias regionales y el torneo principal, Tokugoro, que ya era famoso en el Kodokan, atrajo mucha atención cuando subió al tatami.

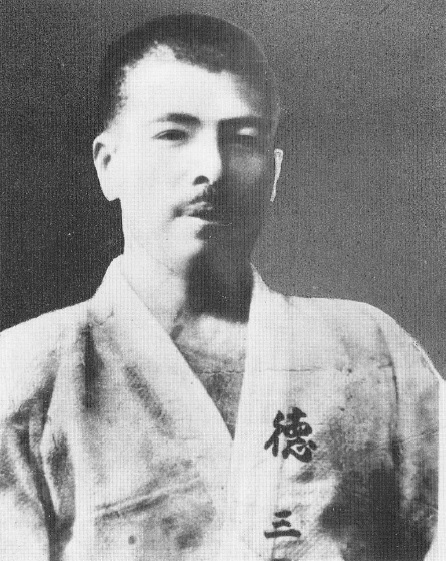
Judoka japonesa, Sanpo Toku a la edad de 28 años.

El 10 de marzo de 1945, mientras intentaba rescatar a las víctimas de un incendio durante el Gran Bombardeo de Tokio, falleció a la edad de 58 años. Una estatua conmemorativa de Tokugoro se encuentra en la Escuela Secundaria Tenjo de su ciudad natal. Además, hay una lápida en su honor y la tumba de Tokugoro y su esposa en el Templo Saisoji en el Distrito Edogawa de Tokio.
Su vida fue retratada en el drama de la NHK "Asu wo Tsugeru Kane" en 1961, y apareció en el drama de la NHK Taiga "Idaten: Tokyo Olympic-banashi" como estudiante de la Escuela Normal Superior de Tokio (interpretado por Aimi Osamu).

## Obras
- "Dando aviso al futuro: La campana del futuro" ("El demonio del judo, Tokugoro Mitsutakara") NHK General, 7 episodios, del 5 de octubre de 1961 al 16 de noviembre de 1961.
- Libro "Una vida en el judo: Tokugoro Mitsutakara" por Eizo Ibusuki, publicado por Nanpo Shinsya en 2007.